# Поверхности постоянной средней кривизны

Нодоид, поверхность с постоянной средней кривизной

Ундулоид, поверхность с постоянной средней кривизной

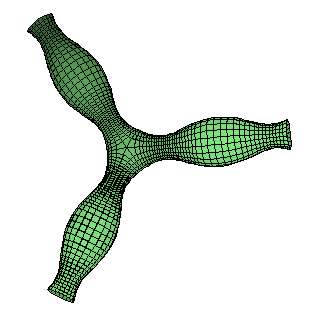

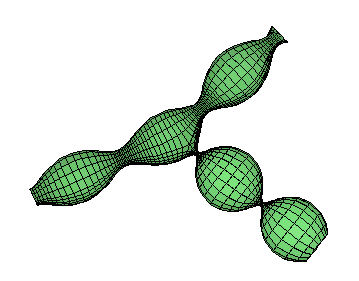

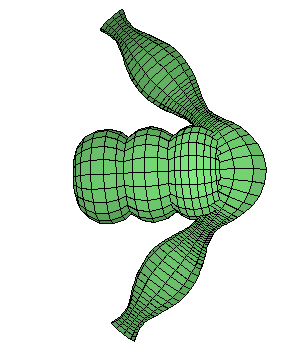

Поверхности постоянной средней кривизны — класс поверхностей моделирующий поверхности мыльных плёнок разделяющие области с фиксированной разницей давлений. В частном случае, если давление с обеих сторон равно, модель определяет минимальные поверхности.
Определяются как гладкие поверхности с постоянной средней кривизной.

## История исследования
- В 1841 году Шарль-Эжен Делоне доказал, что единственными поверхностями вращения с постоянной средней кривизной были поверхности, полученные вращением кривых получаемых качением коник. Таковыми являются плоскость, цилиндр, сфера, катеноид, ундулоид и нодоид.[1]

- В 1853 году Дж. Джелле показал, что если {\displaystyle S} компактная звёздчатая поверхность в {\displaystyle \mathbb {R} ^{3}} с постоянной средней кривизной, то это стандартная сфера.[2] Впоследствии Александр Данилович Александров доказал, что компактная вложенная поверхность в {\displaystyle \mathbb {R} ^{3}} с постоянной средней кривизной {\displaystyle H\neq 0} должна быть сфера.[3]
  - На основании этого Хайнц Хопф в 1956 году предположил, что любая погружённая компактная ориентируемая гиперповерхность постоянной средней кривизны в {\displaystyle \mathbb {R} ^{n}} должна быть круглой сферой.
  - Это предположение было опровергнуто в 1982 году Ву-И Сяном с использованием контрпримера в {\displaystyle \mathbb {R} ^{4}}.
  - В 1984 году Генри К. Венте построил так называемый тор Венте — погружение в {\displaystyle \mathbb {R} ^{3}} тора постоянной средней кривизны.[4]

- Существуют методы построения множества примеров.[5] В частности, методы склеивания позволяют произвольно комбинировать поверхности постоянной средней кривизны.[6][7][8]

- Микс показал, что не существует вложенных поверхностей постоянной средней кривизны с одним концом в {\displaystyle \mathbb {R} ^{3}} .[9] Кореваар, Куснер и Соломон доказали, что концы полной вложенной поверхности асимптотические ундулоиды.[10]

## Приложения
Помимо мыльных плёнок, поверхности постоянной средней кривизны появляются как границы раздела газ-жидкость на супергидрофобной поверхности.
В архитектуре поверхности постоянной средней кривизны используются в конструкциях с воздушной опорой, таких, как надувные купола и ограждения, а также в качестве источника плавных органических форм.